# 梧州站
梧州站位于中华人民共和国广西壮族自治区梧州市长洲区，于2009年9月9日启用，属南宁铁路局管辖。经过铁路有洛湛铁路。

## 建设历史
- 2004年12月15日，洛湛铁路梧州段正式开工建设。
- 2007年11月11日，洛湛铁路广西段铺轨进入梧州市。
- 2008年2月19日，梧州火车站站前大道恢复施工。
- 2008年7月10日，完成洛湛铁路梧州段的铺架工程。
- 2009年4月8日，客运站房主体基本完工。
- 2009年5月15日，洛湛铁路梧州站开行货运列车。
- 2009年9月3日，梧州-南宁首发车K9325次正式发售。
- 2009年9月9日，梧州火车站正式通车。

## 车站规模
梧州站全长3公里，占地524亩。设有5条股道，站台2座。